# Jean Gysel
Jean Gysel (17 dicembre 1910 – ...) è stato un pallanuotista svizzero che ha partecipato alle Olimpiadi di Berlino 1936.